# Saison 2015 de l'équipe cycliste Roubaix Lille Métropole
La saison 2015 de l'équipe cycliste Roubaix Lille Métropole est la neuvième de cette équipe.

## Préparation de la saison 2015

### Arrivées et départs
| Arrivées          | Équipe 2014                 |
| ----------------- | --------------------------- |
| Julien Antomarchi | La Pomme Marseille 13       |
| Dieter Bouvry     | EFC-Omega Pharma-Quick Step |
| Thomas Damuseau   | Giant-Shimano               |
| Jérémy Leveau     | VC Rouen 76                 |

| Départs          | Équipe 2015      |
| ---------------- | ---------------- |
| Julien Duval     | Armée de Terre   |
| Quentin Jauregui | AG2R La Mondiale |
| Franck Vermeulen | retraite         |
| Jean-Lou Paiani  | retraite         |

## Coureurs et encadrement technique

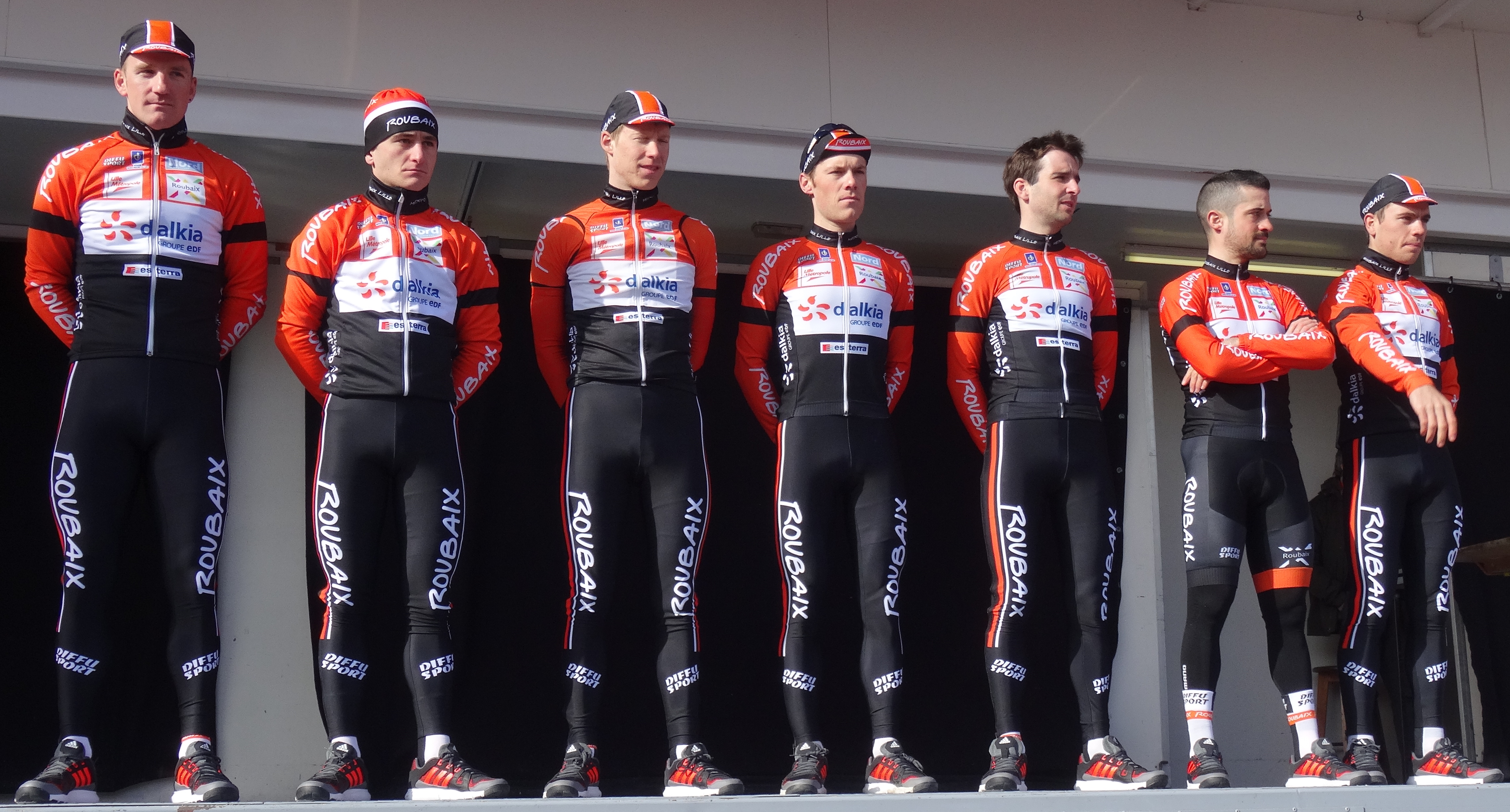
L'équipe lors du départ du Samyn 2015 à Quaregnon.

### Effectif
Onze coureurs constituent l'effectif 2015 de Roubaix Lille Métropole avant que deux stagiaire complète l'effectif en août.
| Cycliste            | Date de naissance | Nationalité | Équipe 2014                 |  |
| ------------------- | ----------------- | ----------- | --------------------------- |  |
| Julien Antomarchi   | 16 mai 1984       | France      | La Pomme Marseille 13       |  |
| Rudy Barbier        | 18 décembre 1992  | France      | Roubaix Lille Métropole     |  |
| Dieter Bouvry       | 31 juillet 1992   | Belgique    | EFC-Omega Pharma-Quick Step |  |
| Thomas Damuseau     | 19 mars 1989      | France      | Giant-Shimano               |  |
| Timothy Dupont      | 1er novembre 1987 | Belgique    | Roubaix Lille Métropole     |  |
| Rudy Kowalski       | 18 août 1990      | France      | Roubaix Lille Métropole     |  |
| Jérémy Leveau       | 17 avril 1992     | France      | VC Rouen 76                 |  |
| Romain Pillon       | 22 septembre 1989 | France      | Roubaix Lille Métropole     |  |
| Baptiste Planckaert | 28 septembre 1988 | Belgique    | Roubaix Lille Métropole     |  |
| Jimmy Turgis        | 10 août 1991      | France      | Roubaix Lille Métropole     |  |
| Maxime Vantomme     | 8 mars 1986       | Belgique    | Roubaix Lille Métropole     |  |
| Stagiaire           | Date de naissance | Nationalité | Équipe 2015                 |  |
| Félix Pouilly       | 22 septembre 1994 | France      | CC Nogent-sur-Oise          |  |
| Léo Vincent         | 6 novembre 1995   | France      | CC Étupes                   |  |

Portraits
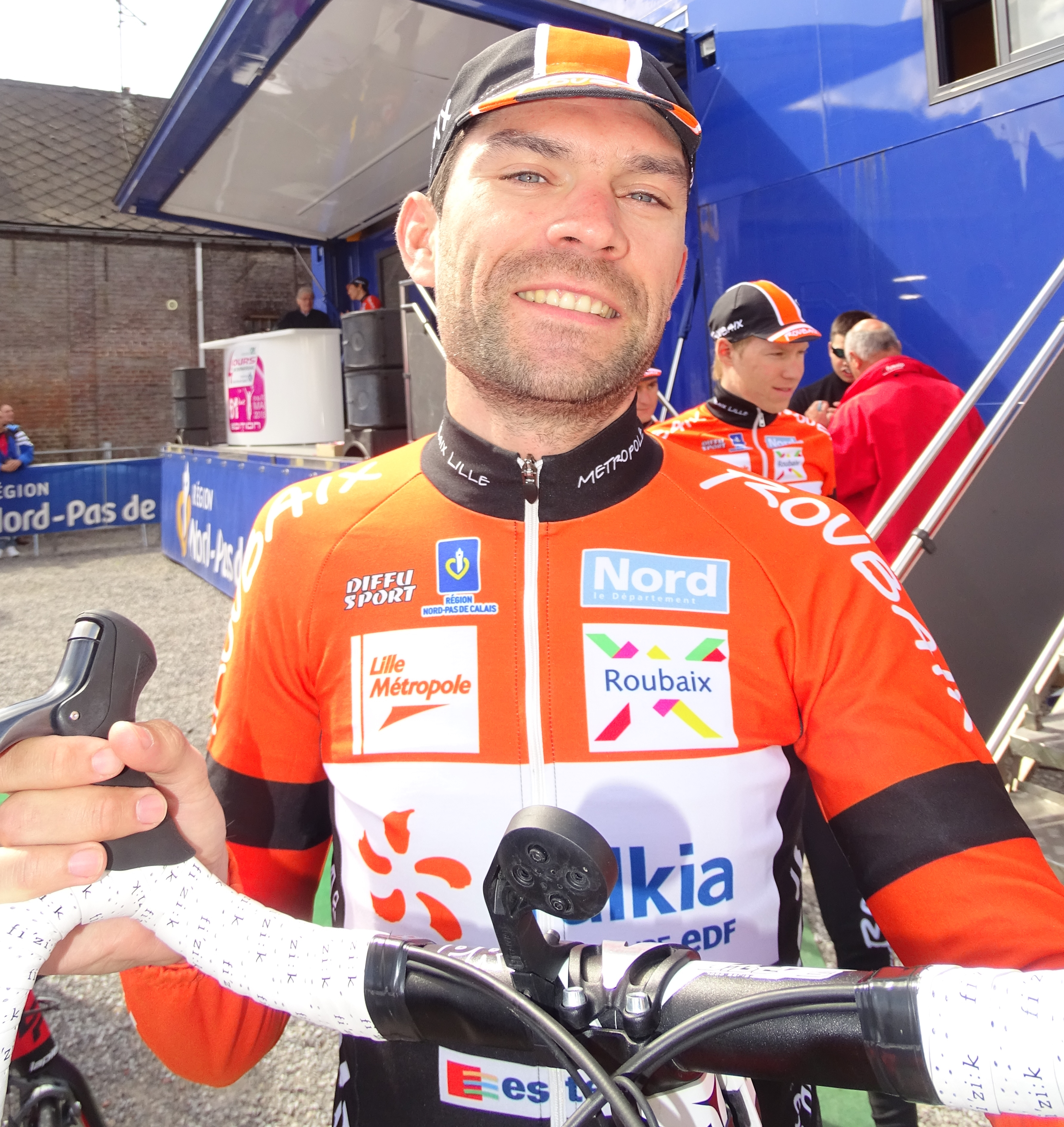
Julien Antomarchi
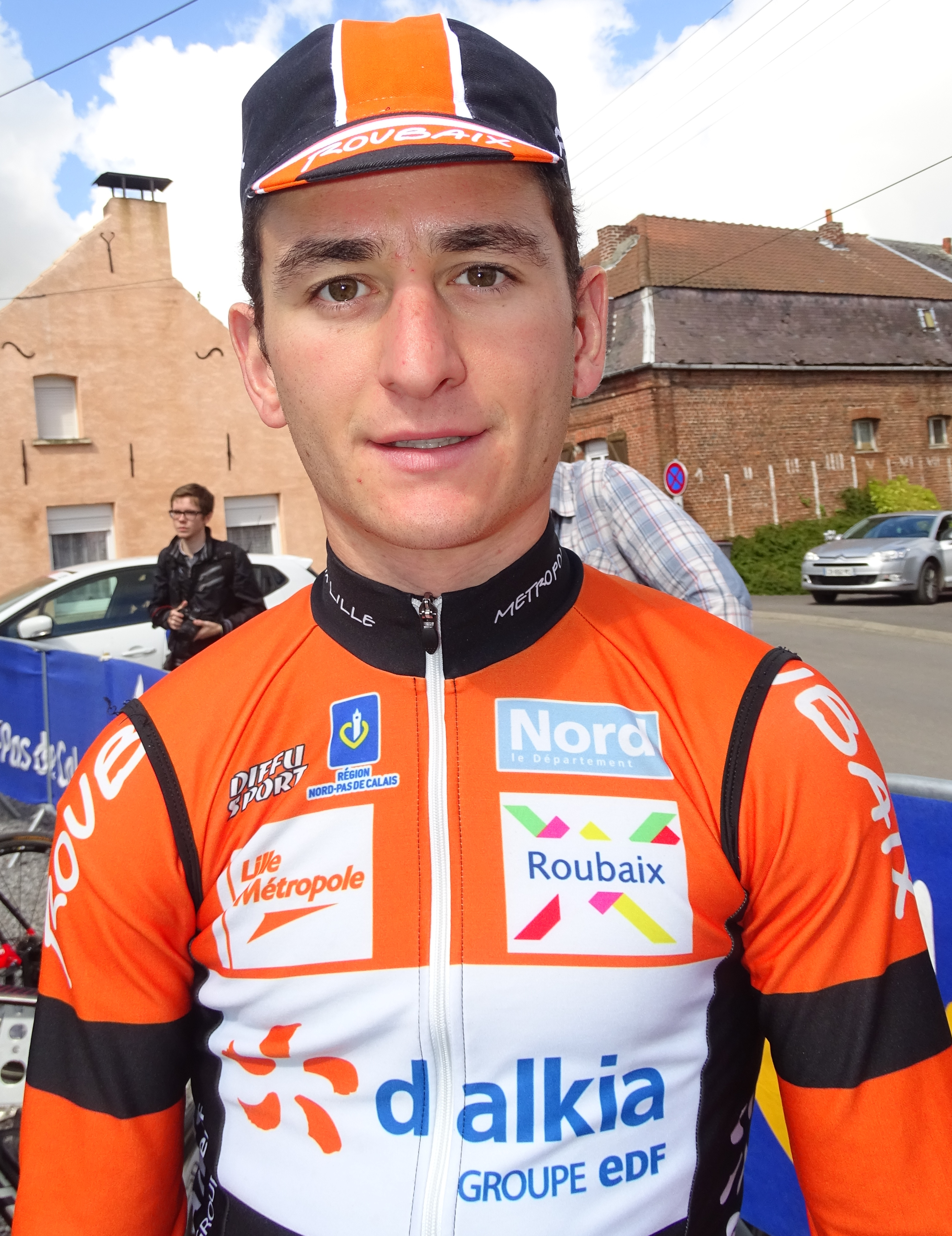
Rudy Kowalski.
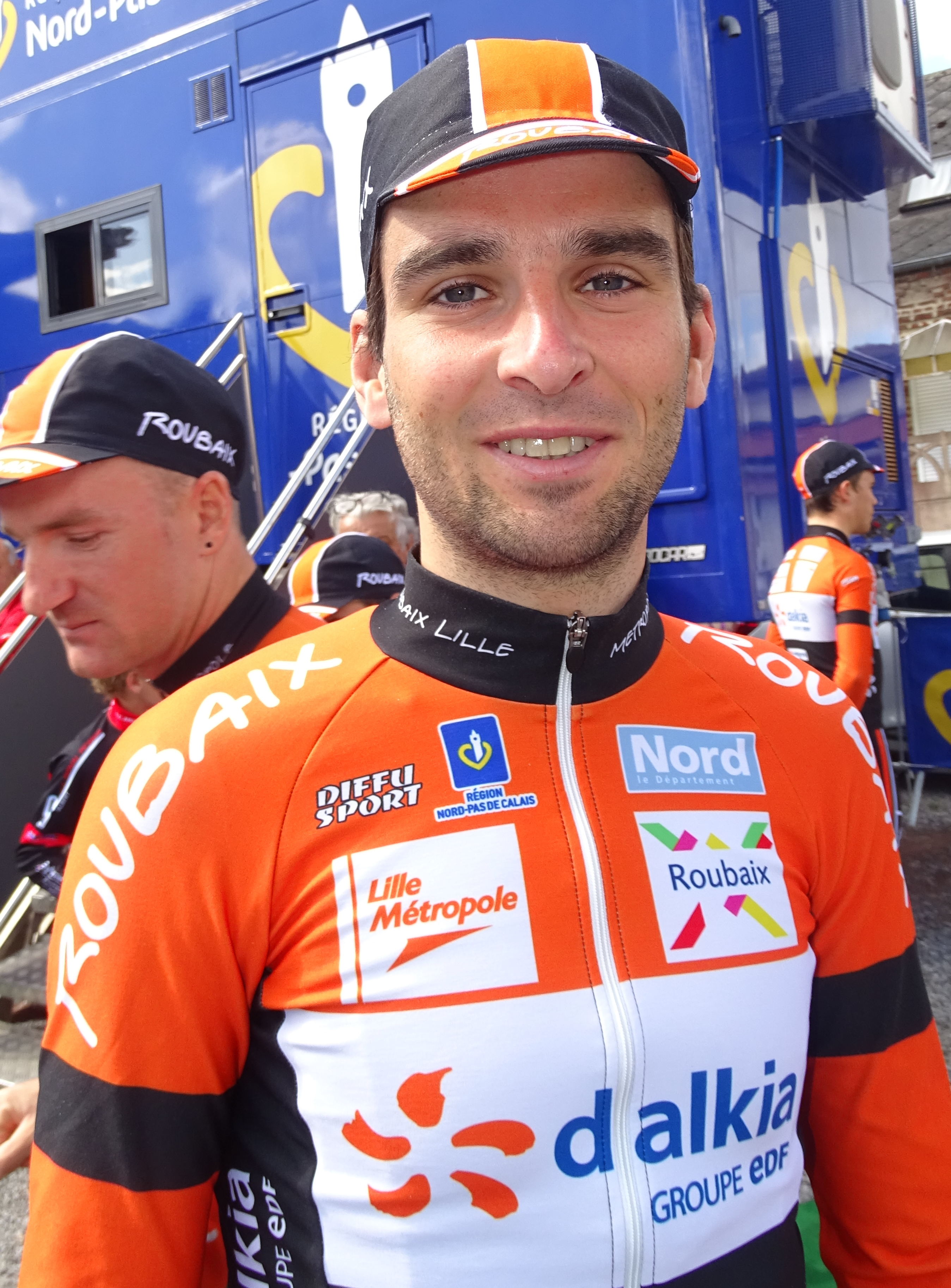
Baptiste Planckaert
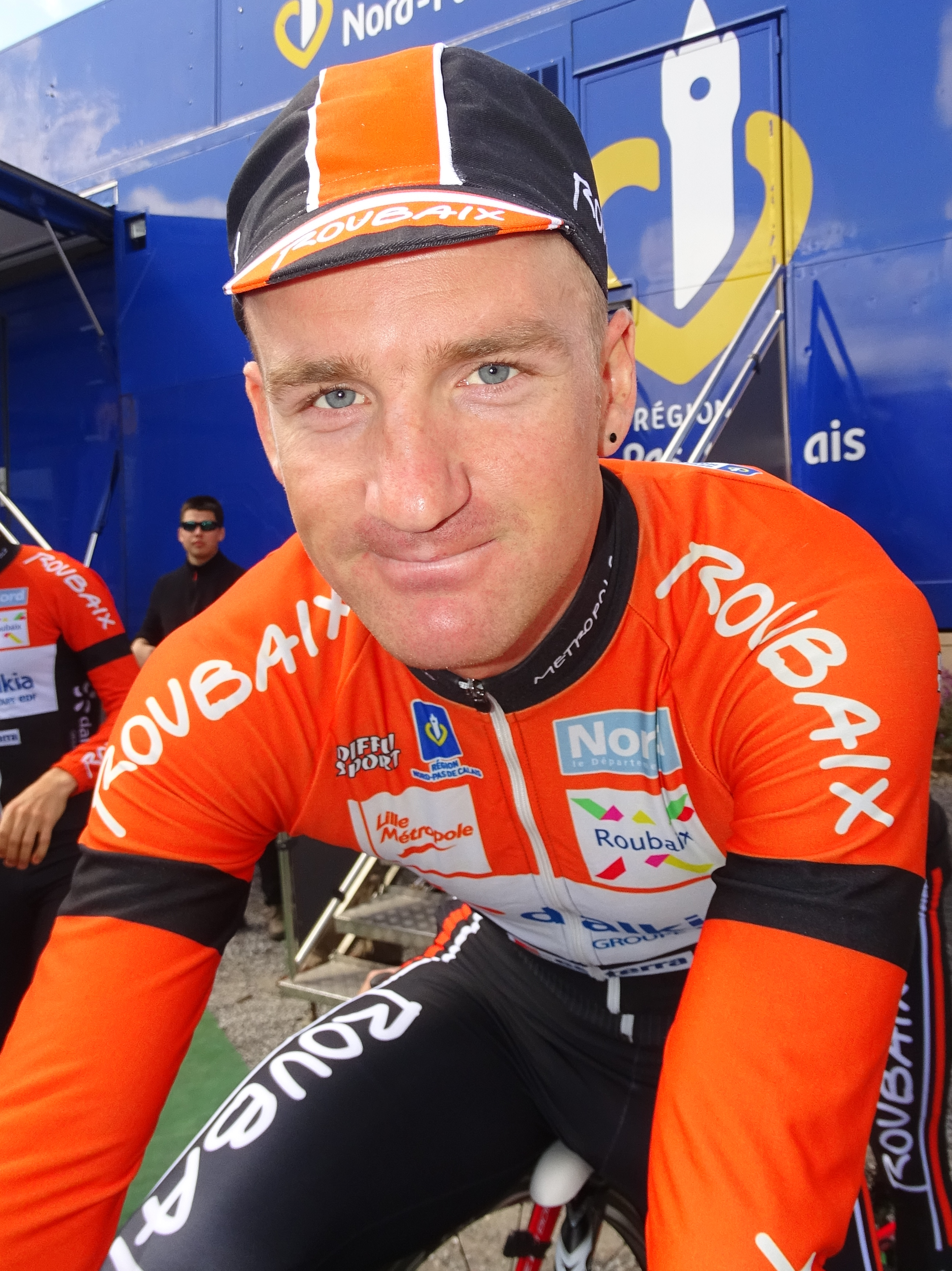
Timothy Dupont
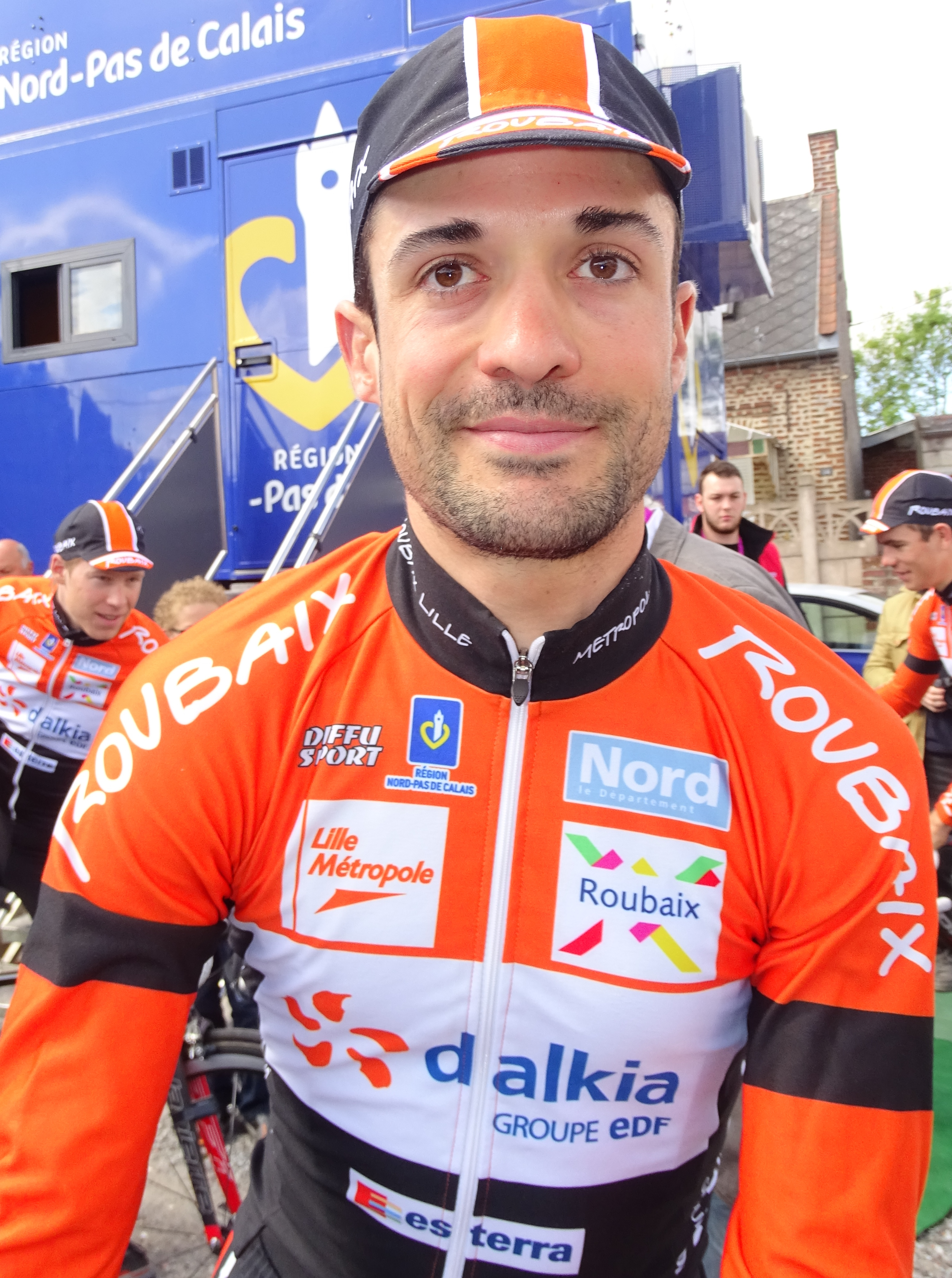
Thomas Damuseau
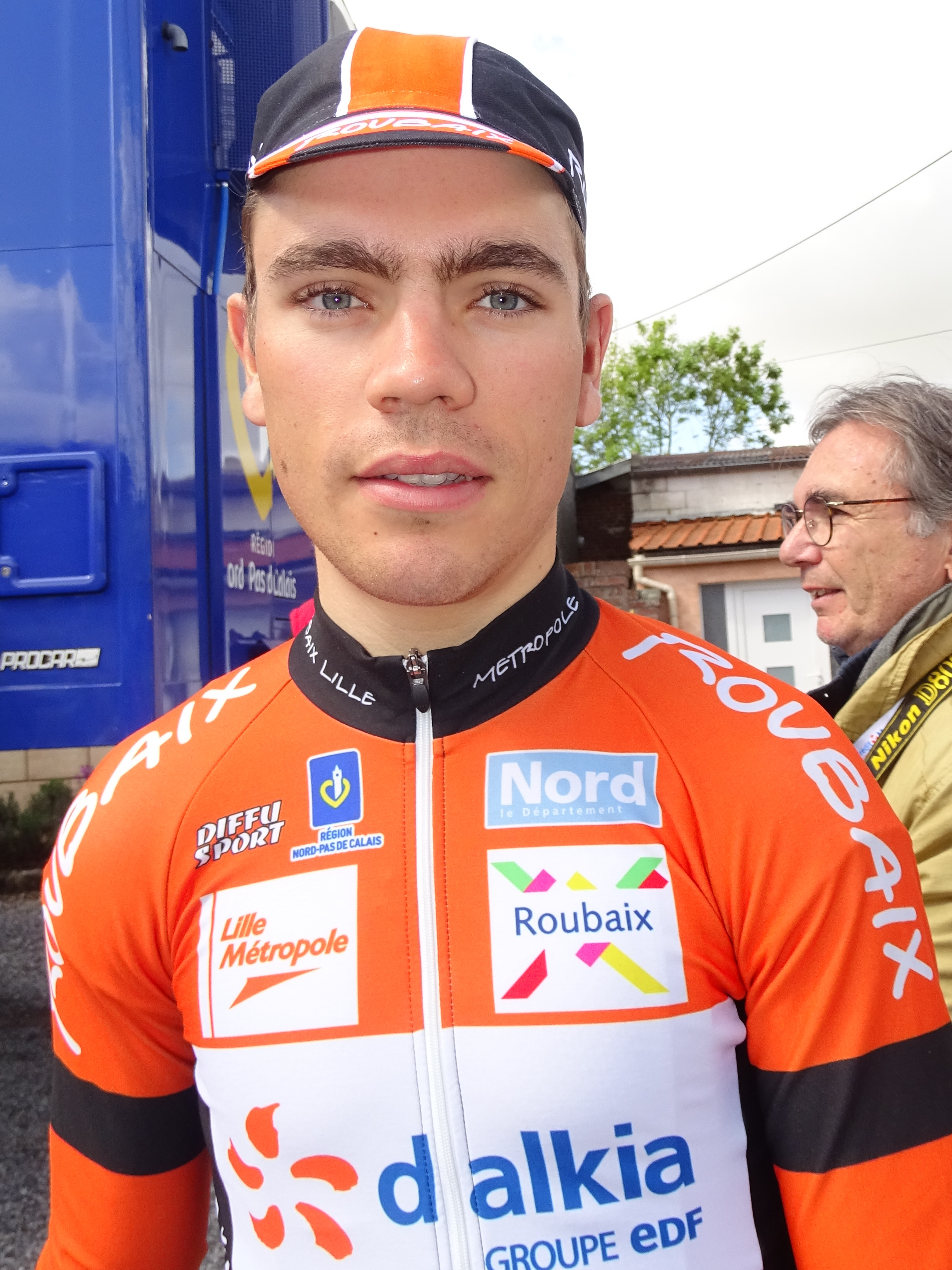
Jérémy Leveau
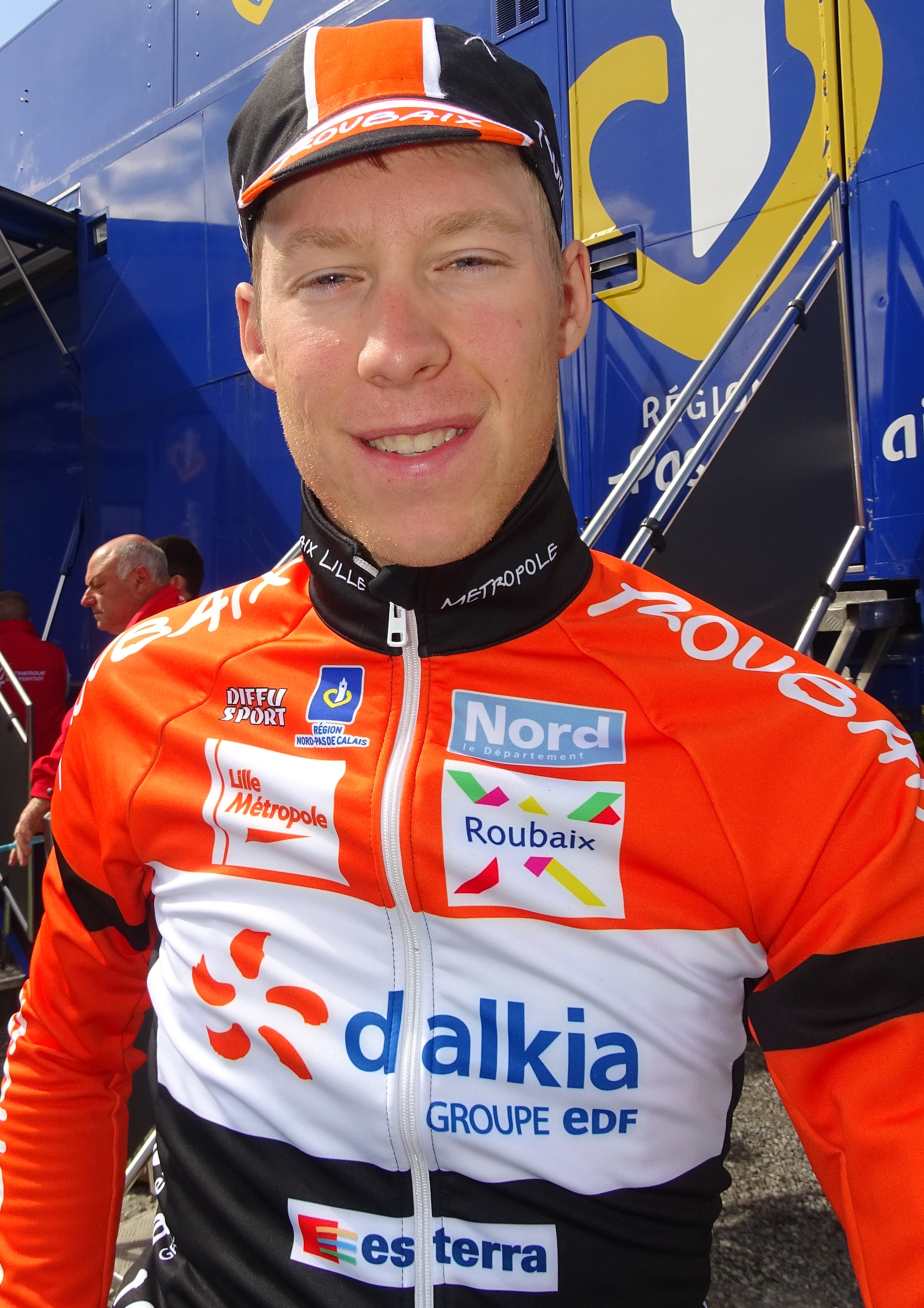
Dieter Bouvry
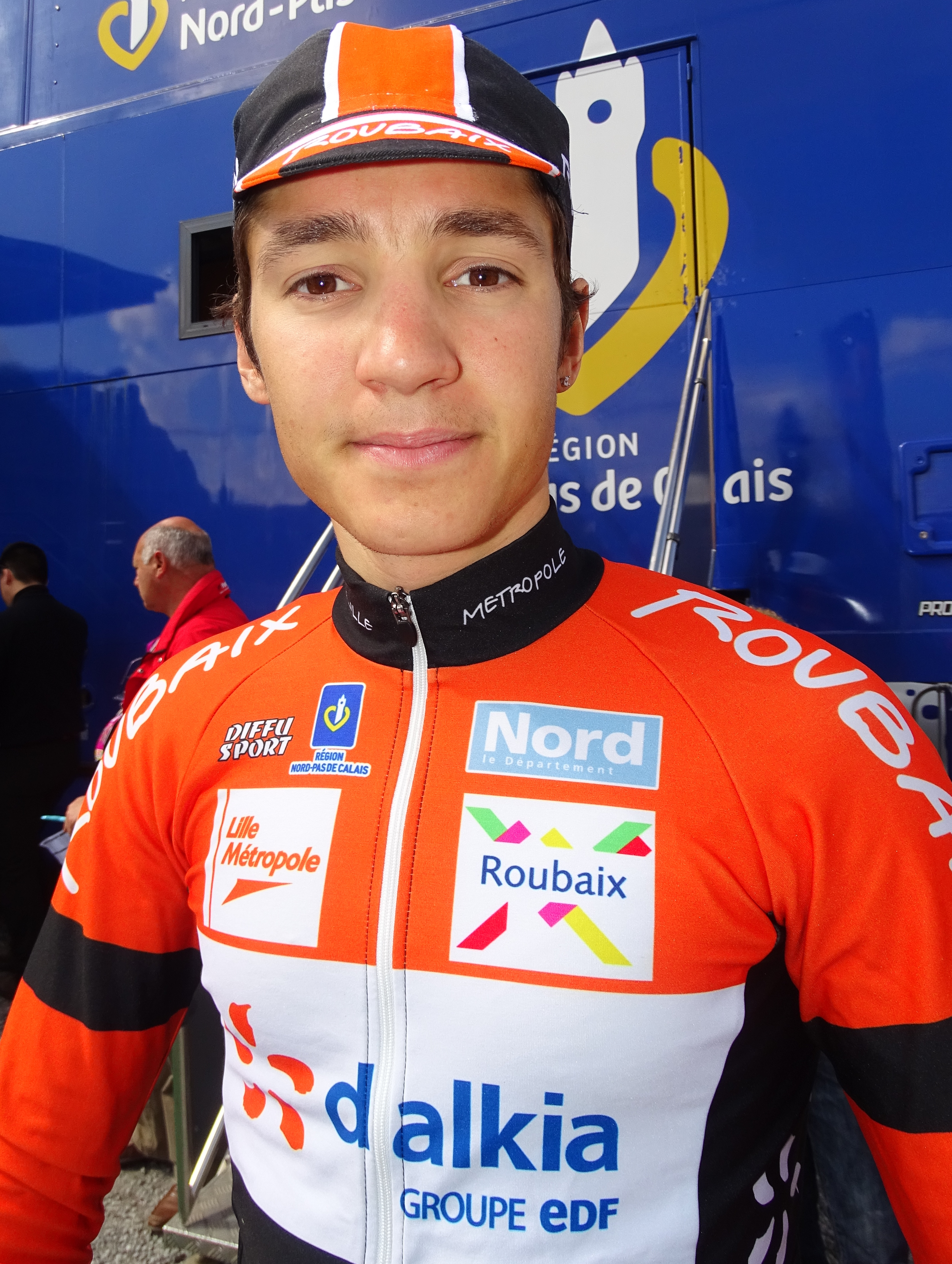
Jimmy Turgis.

### Encadrement

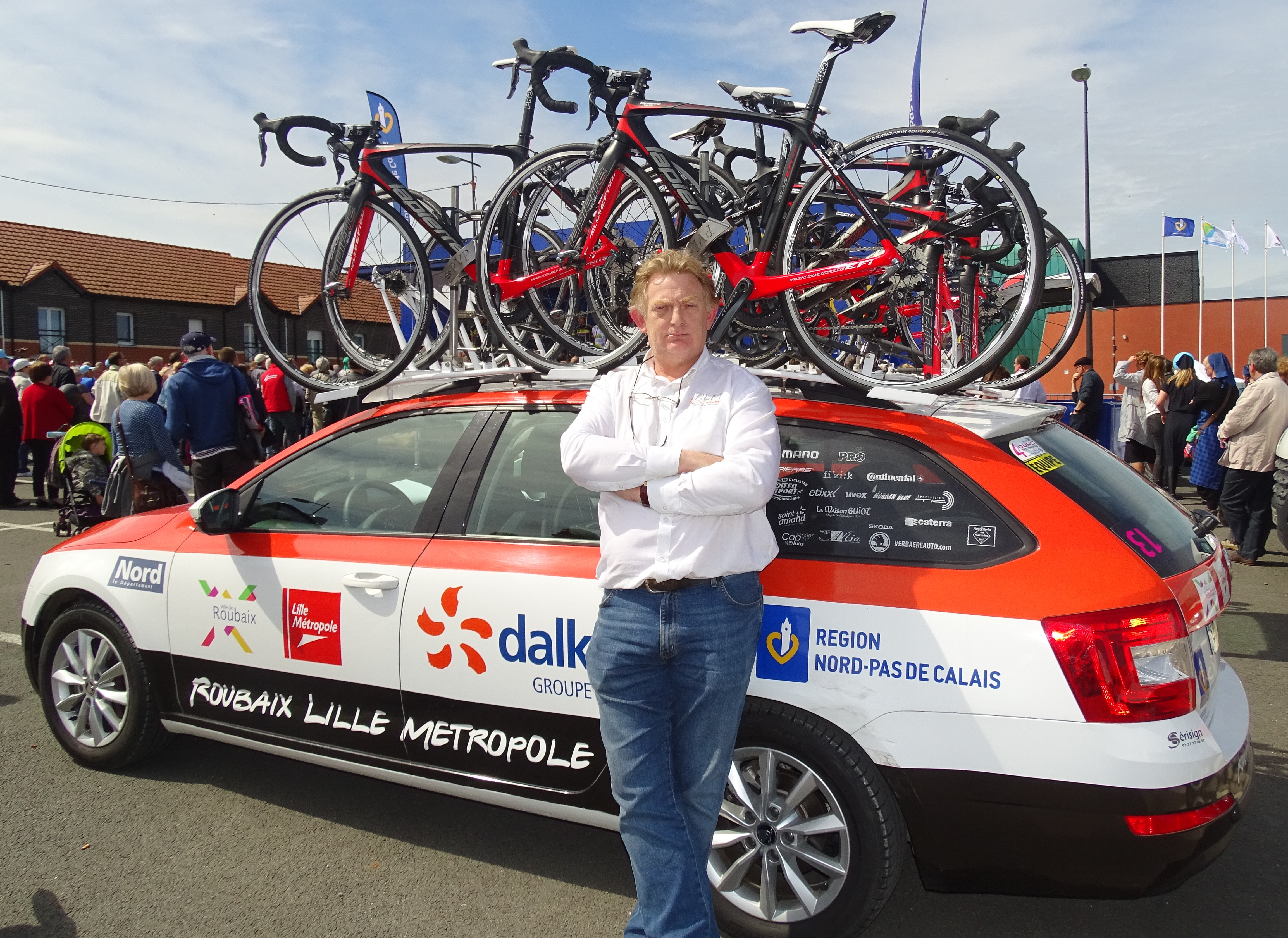
Frédéric Delcambre lors du départ de la 3e étape des Quatre Jours de Dunkerque 2015 à Barlin.

## Bilan de la saison

### Victoires
| Date       | Course                                          | Pays     | Classe | Vainqueur           |
| ---------- | ----------------------------------------------- | -------- | ------ | ------------------- |
| 15/03/2015 | Course des Chats                                | Belgique | 1.2    | Baptiste Planckaert |
| 10/04/2015 | 1re étape du Circuit des Ardennes international | France   | 2.2    | Rudy Barbier        |
| 05/07/2015 | Paris-Chauny                                    | France   | 1.2    | Maxime Vantomme     |
| 29/07/2015 | Prologue du Tour Alsace                         | France   | 2.2    | Julien Antomarchi   |
| 31/07/2015 | 2e étape du Tour Alsace                         | France   | 2.2    | Timothy Dupont      |
| 02/08/2015 | 4e étape du Tour Alsace                         | France   | 2.2    | Timothy Dupont      |

Podiums
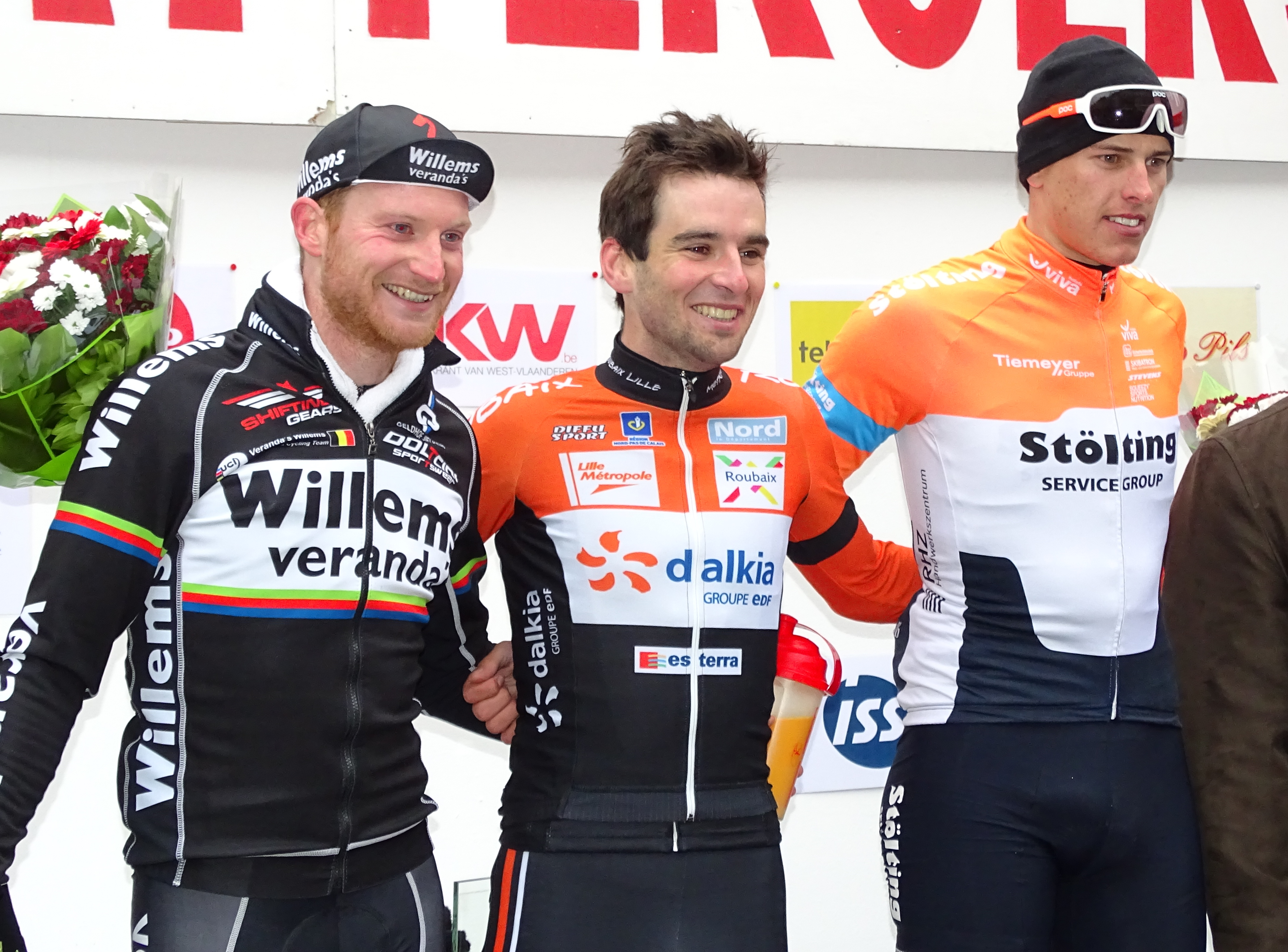
Podium de l'édition 2015 de la Course des chats : Joeri Calleeuw (2e), Baptiste Planckaert (1er) et Nils Politt (3e).
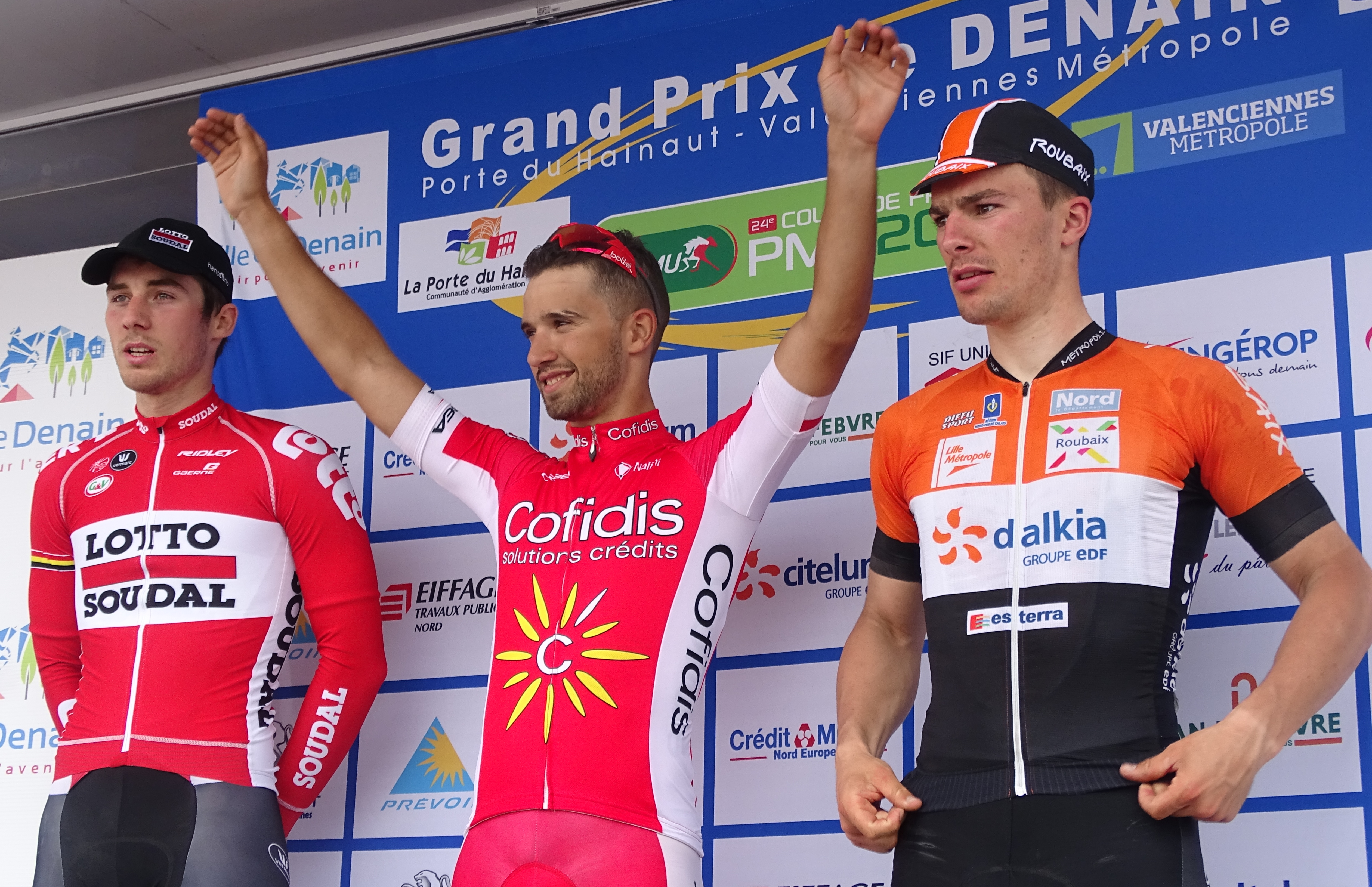
Podium de l'édition 2015 du Grand Prix de Denain : Boris Vallée (2e), Nacer Bouhanni (1er) et Rudy Barbier (3e).